# Mistrzostwa Świata U-19 w Piłce Ręcznej Mężczyzn 2021
Mistrzostwa Świata U-19 w Piłce Ręcznej Mężczyzn 2021 – dziewiąte mistrzostwa świata U-19 w piłce ręcznej mężczyzn, oficjalny międzynarodowy turniej piłki ręcznej o randze mistrzostw świata organizowany przez IHF mający na celu wyłonienie najlepszej męskiej reprezentacji narodowej złożonej z zawodników do lat dziewiętnastu. Odbędzie się w 2021 roku w Grecji. Tytułu zdobytego w 2019 roku będzie bronić reprezentacja Egiptu.
Prawa do organizacji turnieju zostały przyznane Grecji podczas kongresu IHF w listopadzie 2017 roku. Do turnieju, prócz gospodarzy zawodów, znajdą się zespoły z kontynentalnych kwalifikacji.